# Aedes plagosus
Aedes plagosus är en tvåvingeart som beskrevs av E. Sydney Marks 1959. Aedes plagosus ingår i släktet Aedes och familjen stickmyggor.
Artens utbredningsområde är New South Wales. Inga underarter finns listade i Catalogue of Life.